# سوراخ بزرگ پس‌سری
سوراخ بزرگ پَس‌سَری یا فورامن مگنوم (به انگلیسی: Foramen Magnum) در کالبدشناسی، به حفره‌ای بزرگ در استخوان پس‌سری جمجمهٔ انسان گفته می‌شود. این یکی از چندین بازشدگی دایروی یا بیضوی‌شکل است که در جمجمهٔ انسان وجود دارد و از طریق آن پیاز مغز به جمجمه وارد می‌شود.
استخوان پس‌سری دارای یک سوراخ بیضی شکل بسیار بزرگ است به نام سوراخ بزرگ پس‌سری که از طریق آن حفره جمجمه با مجرای مهره‌ای در ارتباط است. در واقع این سوراخ ارتباط‌دهندهٔ بصل‌النخاع و نخاع به یک‌دیگر است. در عقب و بالای این سوراخ، یک صفحه استخوانی وسیع و مقعر دیده می‌شود به نام صدف. در جلو سوراخ فوق، یک صفحه استخوانی ضخیم و چهارگوش قرار دارد به نام بخش پایه‌ای (قاعده‌ای، بازیلار). در دو سوی سوراخ فوق، توده‌های طرفی قرار می‌گیرند.
جمجمه دارای چندین حفره است که از طریق آنها ساختارهای حیاتی با مغز ارتباط برقرار می‌کنند. طناب نخاعی از طریق سوراخ بزرگ پس‌سری، بزرگ‌ترین سوراخ در جمجه، عبور می‌کند. سرخرگ‌های کاروتید برای رساندن خون به مغز، از یک جفت سوراخ کوچکتر عبور می‌کنند.
سوراخ بزرگ پس‌سری دارای دو ناحیه است به نام‌های پیشگاه Basion و پُشتگاه Opisthion.
پیشگاه انتهایی‌ترین نقطه نَشیب (کلیووس) و تحتانی‌ترین نقطه در پلن پیکانی (سهمی، ساجیتال) روی لبهٔ قدامی سوراخ بزرگ پس‌سری است که لبه‌های جانبی آن لقمه‌های پس‌سری (کندیل‌های اکسیپیتال) هستند. برای تعیین آن می‌توان از امتداد مرز زیرین بخش پایه‌ای استخوان پس‌سری تا حد خلفی آن استفاده کرد.
پشتگاه، نقطه میانی حاشیه پایینی سوراخ بزرگ استخوان پس‌سری است.